# Саймон, Барри
Барри Саймон (англ. Barry Simon; род. 16 апреля 1946, Нью-Йорк) — американский физик-теоретик и математик. Профессор Калифорнийского технологического института. Известен своими трудами по нерелятивистской квантовой механике (в частности, операторы Шрёдингера, проблема многих тел, полуклассическое приближение), спектральной теории, функциональному анализу. Имеет свыше 300 публикаций по физике и математике.
Сфера научных интересов Барри Саймона — математическая физика и математический анализ, их методы и применения в физике, в частности: квантовая теория поля, статистическая механика, броуновское движение, теория случайных матриц, общая нерелятивистская квантовая механика, нерелятивистская квантовая механика в электромагнитное поле, сингулярный непрерывный спектр, случайные и эргодичные операторы Шредингера, ортогональные полиномы.

## Биография
Барри Саймон родился 16 апреля 1946 года в Нью-Йорк. В 1965 году он стал лауреатом математического конкурса Уильяма Патнема. В 1966 году окончил Гарвардский университет, а в 1970 году получил степень доктора философии в Принстонском университете. В Принстоне вместе с Эллиотом Либом работал над теорией фазовых переходов с применением приближений Томаса — Ферми и Хартри-Фока. В январе 1971 года Саймон женился на Марте Кацин, докторе философии и преподавателе математики в университете штата Калифорния в Нортриджи. Позже Саймон стал профессором Калифорнийского технологического института, где работает и сегодня.

## Работы
- Рид М., Саймон Б. Методы современной математической физики (в 4-х томах). — М. : Мир, 1977–1982. — 1623 с.
- Саймон Б. Модель Р(φ)2 эвклидовой квантовой теории поля. — М. : Мир, 1976. — 360 с.
- Фрёлих Ю., Саймон Б., Спенсер Т. и др. Гиббсовские состояния в статистической физике // Математика. Новое в зарубежной науке. — М. : Мир, 1978. — 256 с.
- Цикон X., Фрезе Р., Кирш В., Саймон Б. Операторы Шрёдингера с приложениями к квантовой механике и глобальной геометрии. — М. : Мир, 1990. — 408 с.
- Simon B. Functional Integration and Quantum Physics. — Academic Press, 1979.
- Simon B. Orthogonal Polynomials on the Unit Circle. — American Mathematical Society, 2004.
- Simon B. Quantum Mechanics for Hamiltonians Defined As Quadratic Forms. — Princeton University Press, 1971.
- Simon B. Representations of Finite and Compact Groups. — American Mathematical Society, 1995.
- Simon B. Szego's Theorem and Its Descendants. — Princeton University Press, 2010.
- Simon B. The Statistical Mechanics of Lattice Gases. — Princeton University Press, 1993.
- Simon B. Trace Ideals and their Applications. — Cambridge University Press, 1979.